# Gambrus aphrodite
Gambrus aphrodite là một loài tò vò trong họ Ichneumonidae.